# Solanum pseudolulo

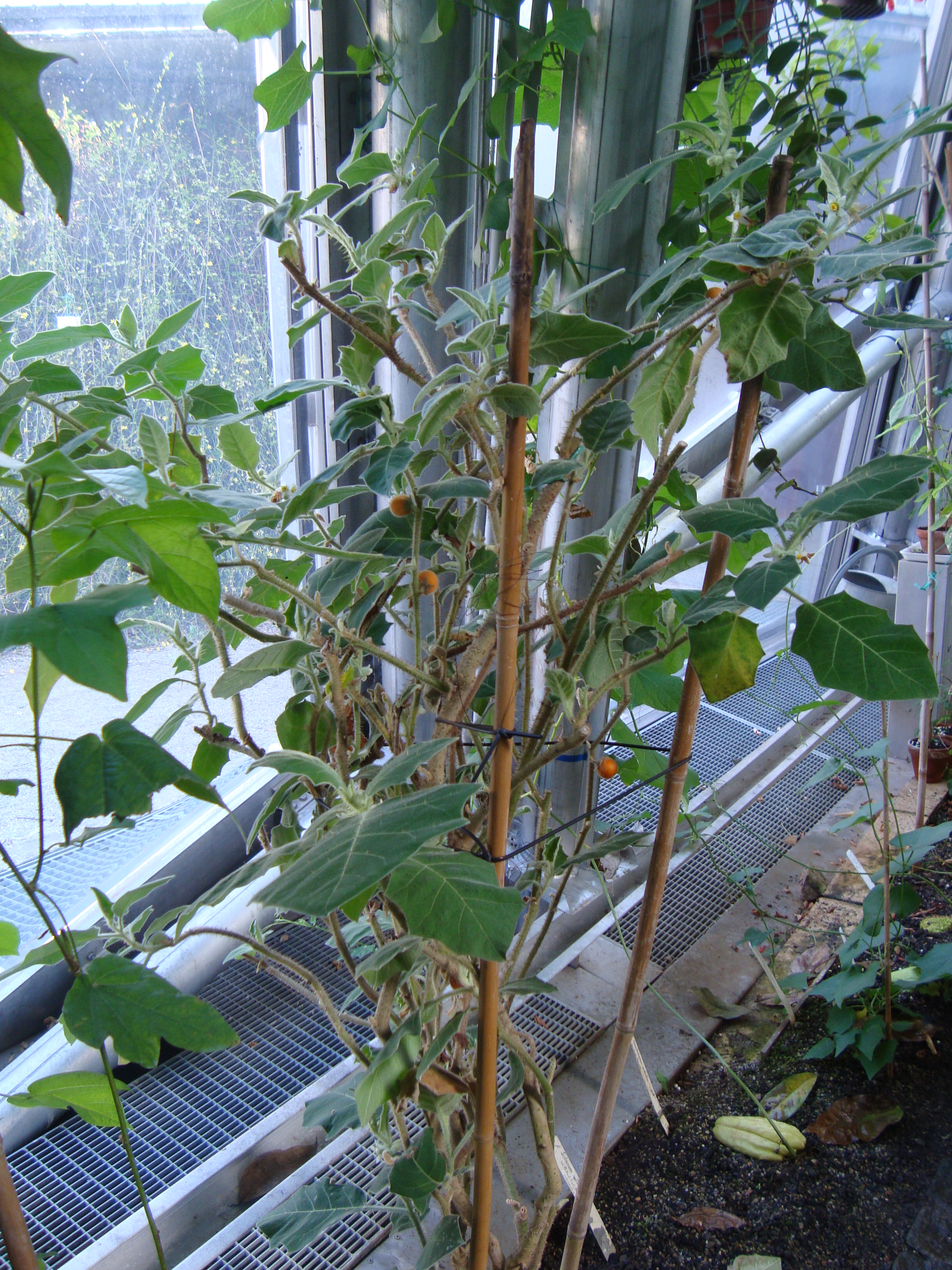
Vista de la planta

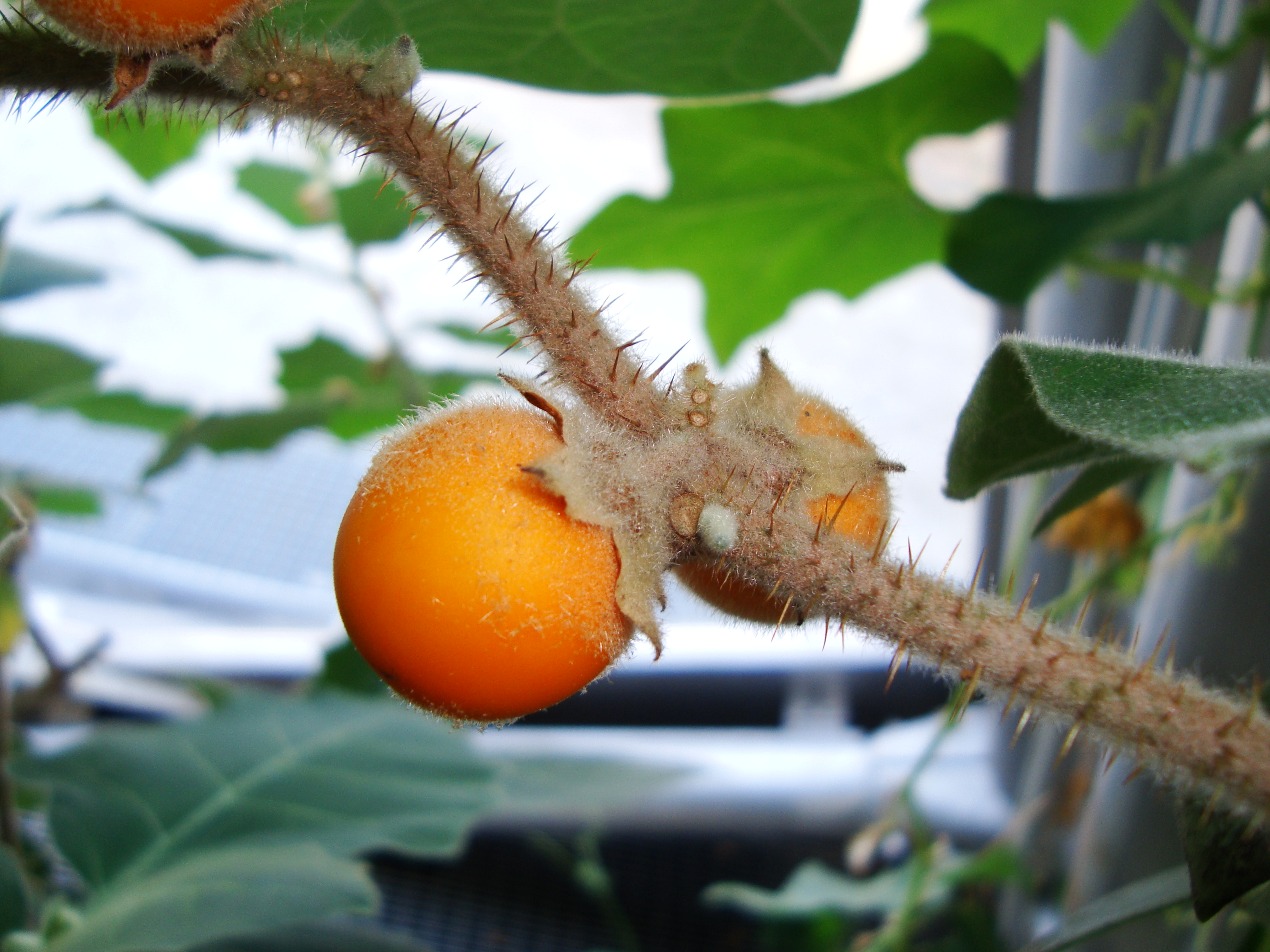
Fruto

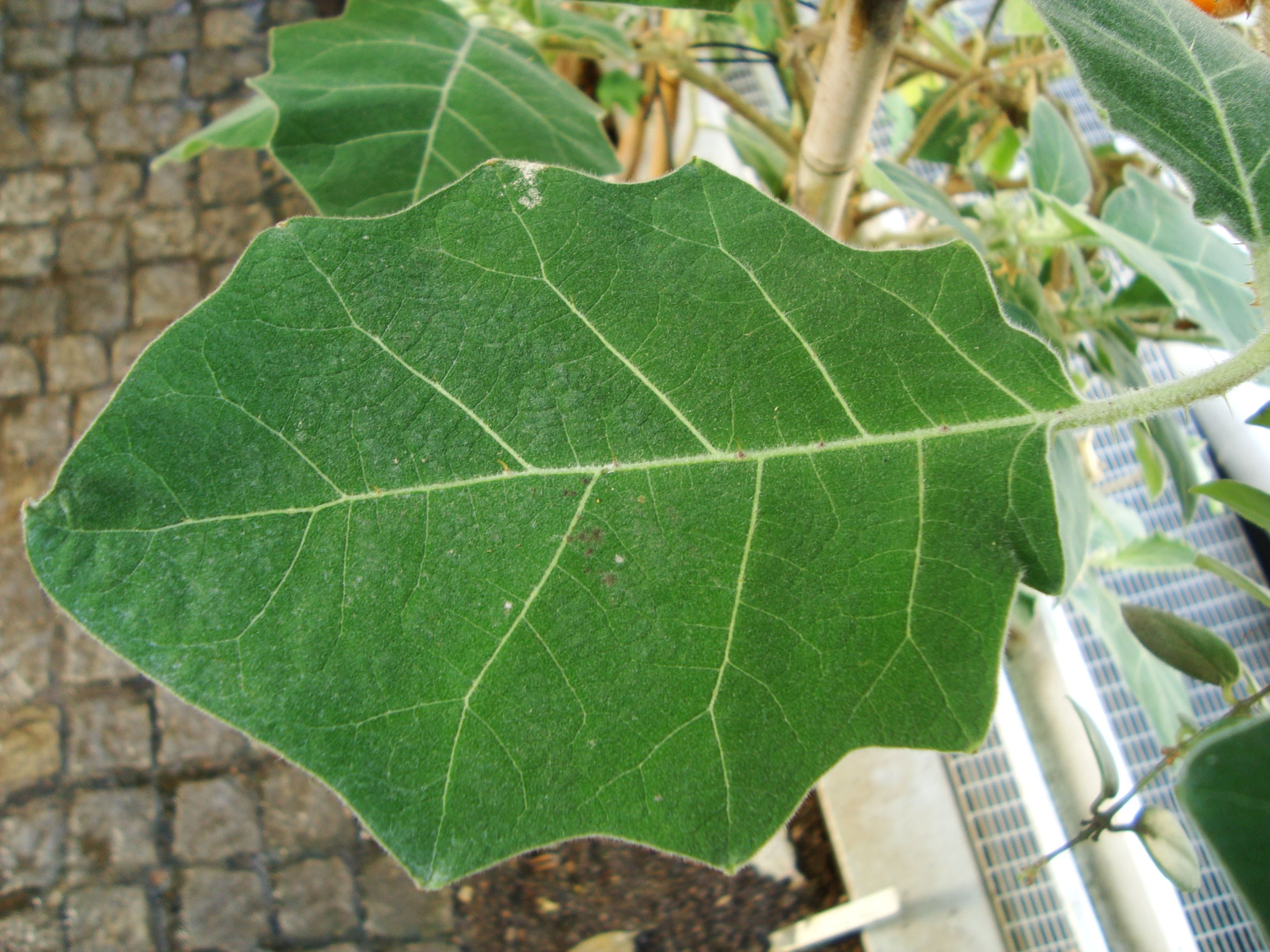
Hoja

Solanum pseudolulo es una especie tropical, perenne nativa del noroeste de Sudamérica. 

## Descripción
El pseudolulo puede ser una planta herbácea larga o un pequeño arbusto, presenta hojas anchas y acorazonadas. Las hojas y tallos de la planta están cubiertas de pequeñas pilosidades y toda la planta está cubierta a menudo de afiladas espinas.
Ocasionalmente es conocido como lulo de perro, el pseudolulo posee frutos comestibles, pero es raramente cultivado. En cambio, la planta prolifera como una maleza en lugares de altitud media localizados en Colombia y Ecuador. La fruta es generalmente considerada de tamaño inferior a la del verdadero lulo - naranjilla - pero la fruta es ocasionalmente comercializada en mercados y la planta es generalmente tolerada como especie invasora en los jardines. A diferencia del lulo/naranjilla, el pseudolulo prospera en lugares soleados.
El fruto es una baya larga, verde cuando está inmadura, y entre amarillo o amarillo-naranja cuando está madura. La pulpa de color naranja o amarillo está llena de pequeñas semillas. El fruto está cubierto con pelos los cuales se separan de este cuando el fruto ha madurado. Algunos botánicos consideran al pseudolulo ser digno de investigación como una planta frutal agrícola.

## Clasificación
Dentro del género Solanum, S. pseudolulo hace parte del clado leptostemonum. Dentro de este clado; S. pseudolulo hace parte del clado lasiocarpa. Otras especies incluidas en este clado son: S. candidum, S. hyporhodium, S. lasiocarpum, S. felinum, S. quitoense, S. repandum and S. vestissimum. Los especímenes de cada una de estas especies son a menudo espinosas y cubiertas de pelos cortos y comparten formas de hojas similares. Muchos de sus frutos son comestibles y los híbridos entre especies son posibles.

## Taxonomía
Solanum pseudolulo fue descrita por Charles Bixler Heiser y publicado en Ciencia y Naturaleza 11: 5. 1968.
Etimología
Solanum: nombre genérico que deriva del vocablo Latíno equivalente al Griego στρύχνον (strychnon) para designar el Solanum nigrum (la "Hierba mora") —y probablemente otras especies del género, incluida la berenjena— , ya empleado por Plinio el Viejo en su Historia naturalis (21, 177 y 27, 132) y, antes, por Aulus Cornelius Celsus en De Re Medica (II, 33). Podría ser relacionado con el Latín sol. -is, "el sol", debido a que la planta sería propia de sitios algo soleados.
pseudolulo: epíteto latino que significa "falso lulo".